# الفيلق المغربي (الحرب الأهلية الإسبانية)
الفيلق المغربي أو فيلق الجيش المغربي أو كتيبة المغاربة (بالإسبانية: Cuerpo de Ejército Marroquí)‏، هي وحدة عسكرية في الحرب الأهلية الإسبانية كانت جزء من جيش الشمال، التي تحتوي بعض القوات المتمردة. شكلت يوم 11 نوفمبر 1937، وقائدها هو عميد مشاة خوان ياغوي عسكري مشهور في حروب الريف. شارك في معارك تيرويل وأراغون وإبرو وكاتالونيا.

## تاريخ عملياته
انتمى هذا الفيلق إلى جيش إسبانيا الأفريقي، الذي كانت وحداته أول من تمرد في انقلاب يوليو 1936. فنقلوا إلى البر الرئيسي حيث بدأ تقدمهم نحو مدريد، ولكنهم فشلوا في احتلالها فحاصروها. فسرعان مابنوا سمعة رهيبة كوحدات متعطشة للدماء، خاصة خلال معركة ألمندراليخو أو مذبحة باداخوز التي أعدموا 4000 شخص. ولقب بعدها الجنرال ياغوي بجزار باداخوز.
وفي بداية 1938 أرسل الفيلق إلى جبهة طرويل لمواجهة الهجوم الجمهوري، حيث كان له مشاركة كبيرة خلال معركة ألفامبرا مع الفيلق الجاليكي للجنرال أراندا. في 8 فبراير مددت القوات المتمردة خطوطها على طول نهر الحمراء بعد تدمير الوحدات الجمهورية. واحتلوا في يومين حوالي 800 كيلومتر مربع من الأرض وعشرات البلدات، وتمكنوا من أسر 7000 سجين من الجيش الجمهوري.

### هجوم أراغون

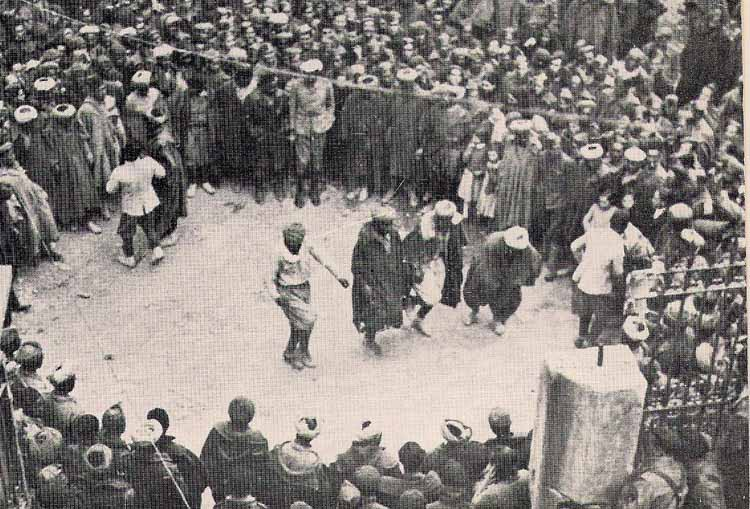
رقص جنود الفيلق المغاربي في روبييلوس دي مورا بعد احتلالها في يوليو 1938.

بعد ذلك بقي الفيلق في جبهة أراغون استعدادا وانتظارا لهجوم جديد. وفي 7 مارس تجاوزت قوات الجنرال ياغوي الجبهة وسحقت المقاومة الجمهورية. ولقي مغاربة ياغوي دعما في تحركاته من فيلق الكندور و 47 بطارية مدفعية. فقام رئيس أركان الجمهورية، الجنرال فيسنتي روخو بإنشاء مركز عملياته في كاسبي (في سرقسطة - أراغون)، وركز في هذه البلدة جميع الألوية الدولية التي تمكن من جمعها. في 16 مارس أحاطت فرقة بارون الثالثة عشرة (ومعها كتائب مونيوث غراندس وباتيستا سانشيز) بكاسبي، بعد أن وصلت إلى الضواحي في اليوم السابق. عند الغسق في السابع عشر وبعد يومين من القتال العنيف الذي أبدت فيه الألوية الدولية مقاومة كبيرة سقطت البلدة الأراغونية.
في 23 مارس بعد استراحة قصيرة عبر الفيلق المغربي نهر إبرة وغزا بينا دي إبرو. بعد ذلك بيومين احتلوا فراغا ودخلوا كاتالونيا. أمر ياغوي على الفور بمهاجمة المدينة لاردة، لكن إل كامبيسينو والشعبة السادسة والأربعين تمكنوا من إيقاف تقدم قوات القوميين لمدة أسبوع، حتى تمكن القوميين من الاستيلاء على المدينة في 3 في أبريل، ولكن منح الجمهوريين الفرصة للانسحاب بمعدات عسكرية قيّمة. بعد قطع المنطقة الجمهورية أتى فيلق الجيش لحراسة الخط الأمامي من لاردة إلى مصب نهر إبرة وحماية مقر ياغوي الذي اقامه في كاسبي.

### معركة إبرو
على الرغم من المعلومات الاستخبارية الواردة التي تحذرهم، فقد عبر الجيش الجمهوري نهر إبرو [الإنجليزية] يوم 25 يوليو في هجوم شكل مفاجأة كاملة. فقامت الفرقة الخمسين بحراسة جزء كبير من مسار إبرو الذي كان يهاجمه الجمهوريون. وقد ذكر ضباط الفرقة بقيادة العقيد لويس كامبو ومنذ فترة طويلة أن قوات العدو المحددة تمركزت على طول الشاطئ المقابل، لكن القيادة العليا تجاهلت تلك التحذيرات. سبب هجوم الجمهوريين مفاجأة كاملة للمدافعين، الذين انسحبوا وسط بعض حالة من الذعر والفوضى التامة. أما في حالة القوة المغربية، فقد كان الوضع أقل جاذبية، لأن شهرة الفيلق الذي كان يعمل منذ بداية الحرب تضمن له حرية إطلاق النار إذا تعرض للحصار.
تمكنت القوات الجمهورية في غضون يومين من السيطرة على الجيوب، ووصلت إلى ضواحي جانديسا وتمكنت من أسر أعداد كبيرة من المتمردين. تمكن ياغوي من إعادة بناء سلاحه العسكري وإنشاء حلقة دفاعية أوقفت الهجوم الجمهوري. بدءًا من 6 أغسطس شنت قواته سلسلة من الهجمات المضادة في محاولة لدفع الجمهوريين إلى الجانب الآخر من النهر، وفي 3 سبتمبر استطاعت قوات ياغوي وقوات غارسيا فالينيو برفع الحصار عن جانديسا، وتقدمت حتى قرية كوربيرا دي إبرو. وفي 30 أكتوبر بدأ فرانكو بهجومه المضاد في إيبرو: لمدة ثلاث ساعات من بعد الفجر، تعرضت المواقع الجمهورية لقصف من 175 بطارية متمردة وأكثر من 100 طائرة. ثم انطلق جيش ماسترازكو بالهجوم بقيادة غارسيا فالينيو. وغزا المغاربة بقيادة خوان ياغوي مع جنود نافاريون من فرقة نافارا الأولى بقيادة محمد بن مزيان مواقع الجمهوريين التي تركوها خلال القصف. وفي اليوم الثالث تقدمت قوات ياغو إلى نهر إبرة عبر بينيل. دخل الجنرال خوان ياغويإلى ريباروخا في 18 نوفمبر وأعاد تشكيل خطوط الدفاع.

### هجوم كتالونيا
بعد فترة من إعادة الترتيب، في 3 يناير 1939 عبر الفيلق المغربي نهر إيبرو للمساعدة في هجوم كتالونيا الذي قامت به وحدات أخرى. وفي 26 يناير قامت القوات المغربية وعلى رأسها الجنرال ياغوي بدخول برشلونة وفي 4 فبراير احتلوا جيرونا.

## معلومة
1. ↑  اعتبرت قيادة قوات فرانكو العليا أنه بعد هجومها في أراغون، أصبحت القوات الجمهورية في كتالونيا غير مجدية عمليًا لشن هجوم كبير، حتى وإن كان في حالة وجود حاجز لايمكن التغلب عليه كما في نهر إيبرو.